# Iris paradoxa
Iris paradoxa är en irisväxtart som beskrevs av Christian von Steven. Iris paradoxa ingår i släktet irisar, och familjen irisväxter.

## Underarter
Arten delas in i följande underarter:
- I. p. choschab
- I. p. mirabilis
- I. p. paradoxa

## Bildgalleri

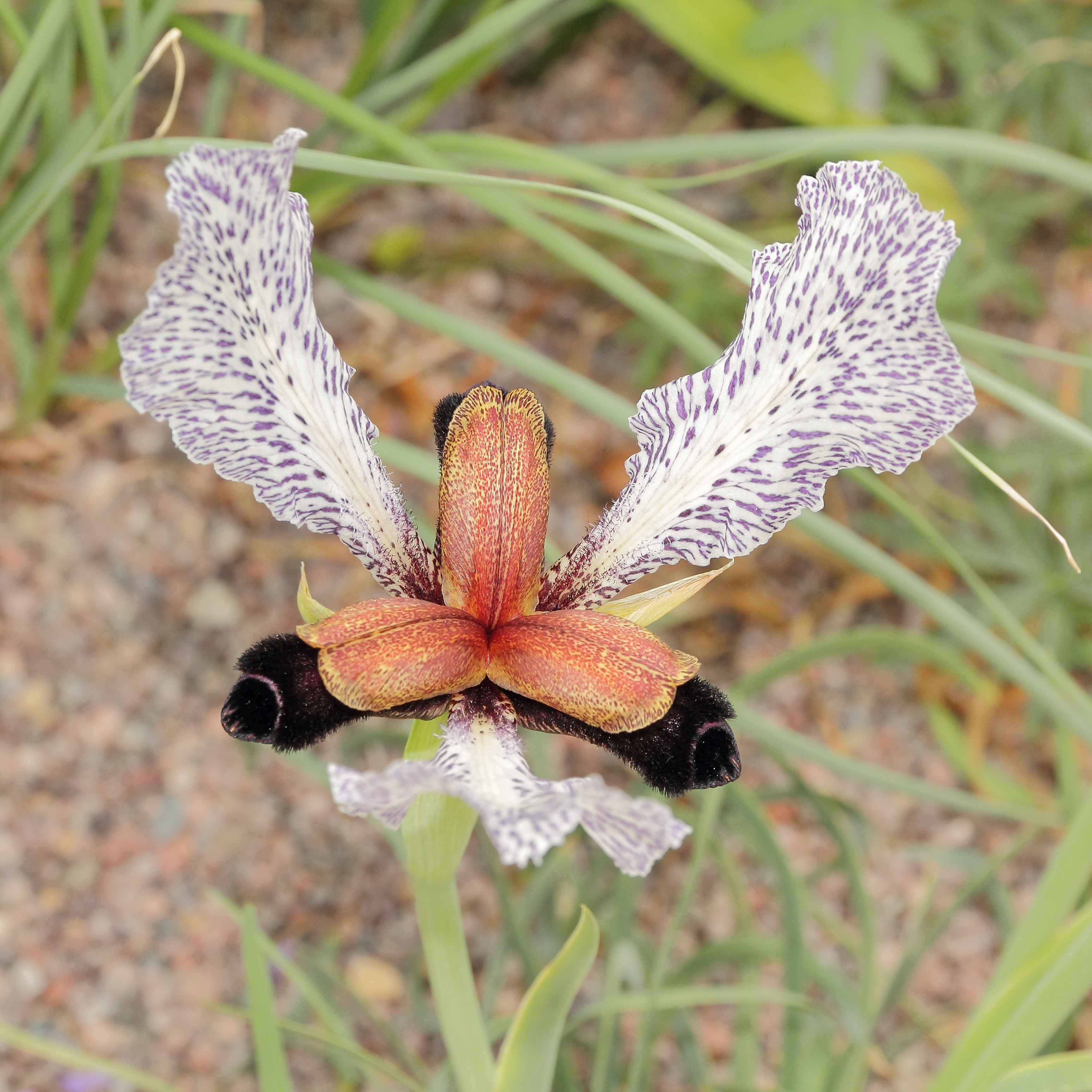
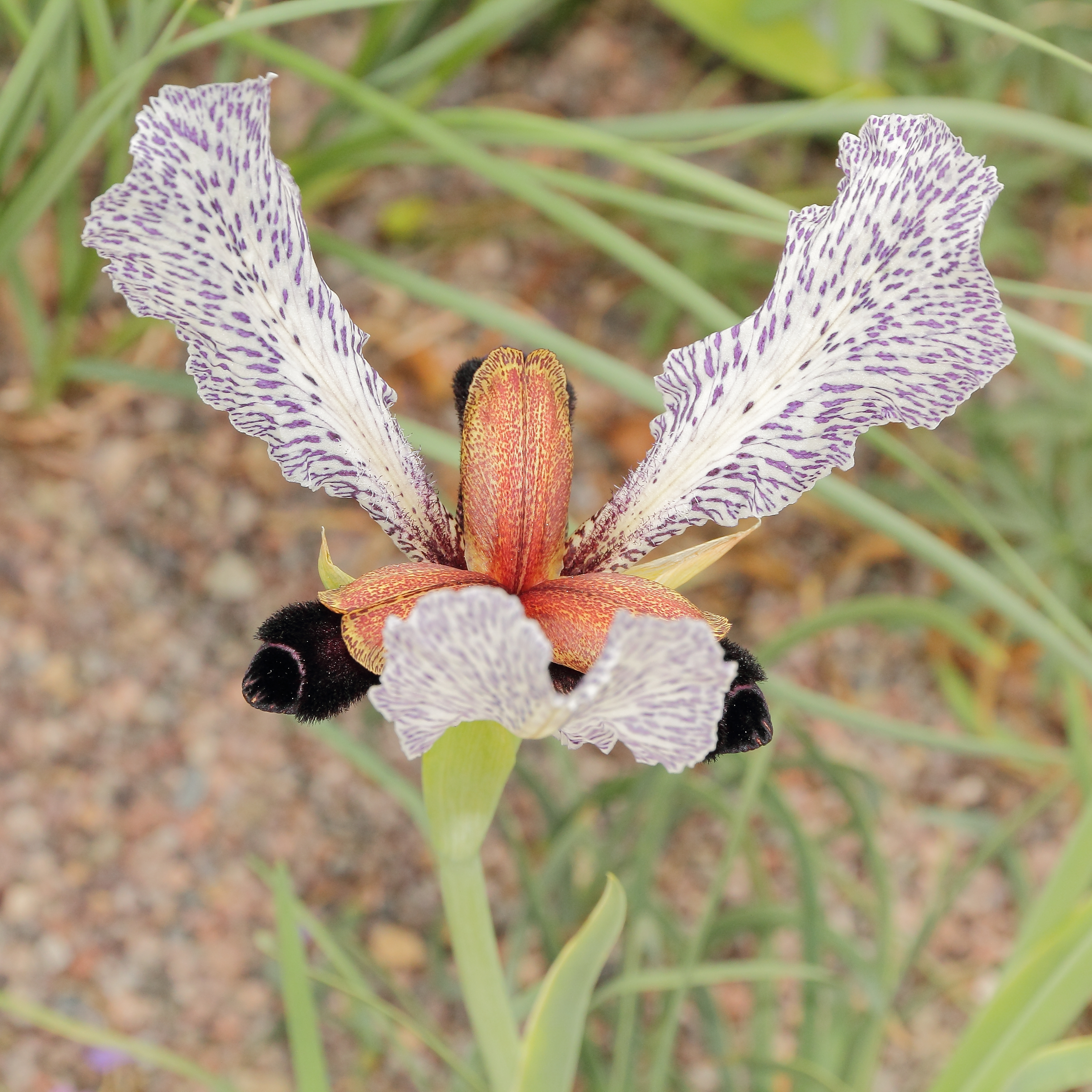
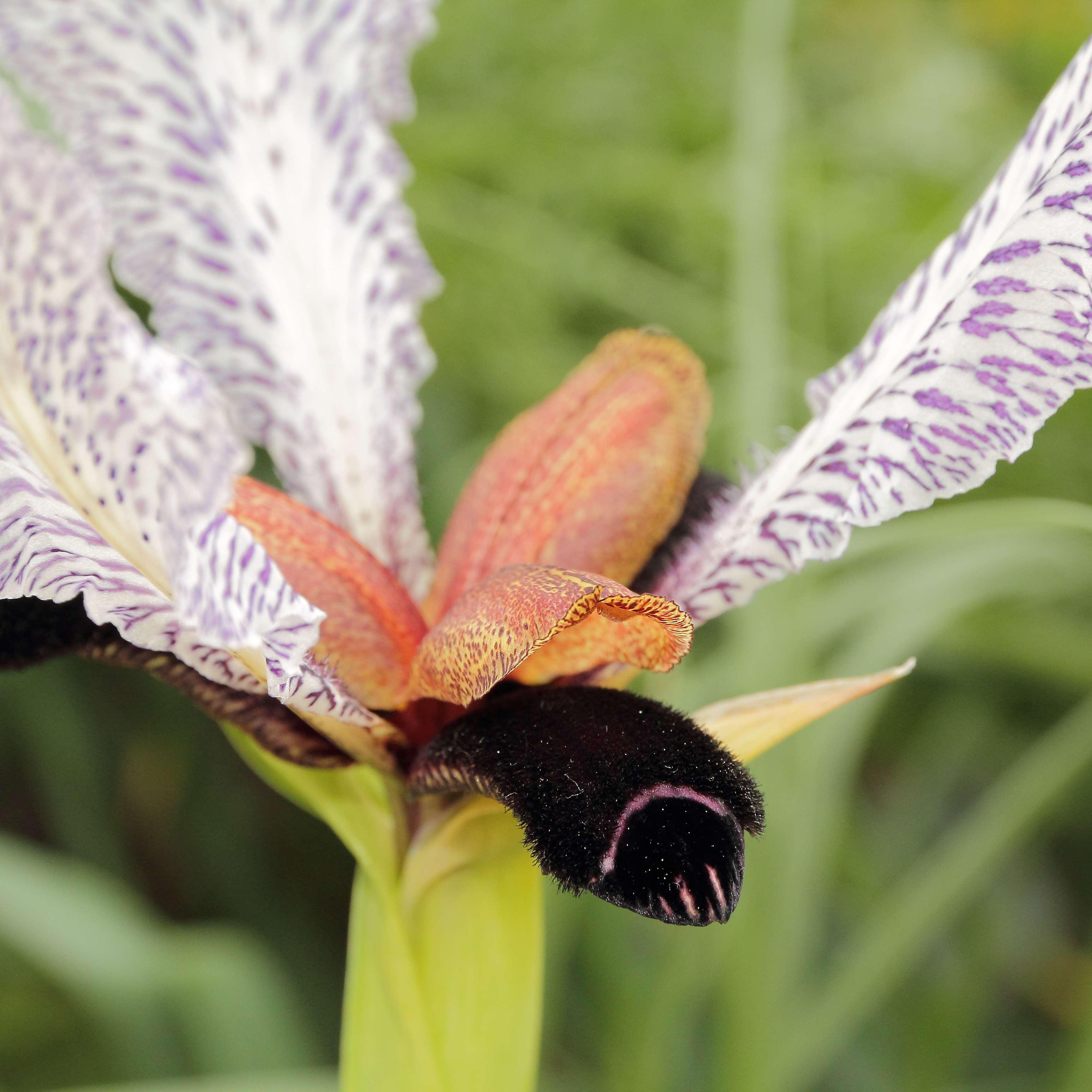
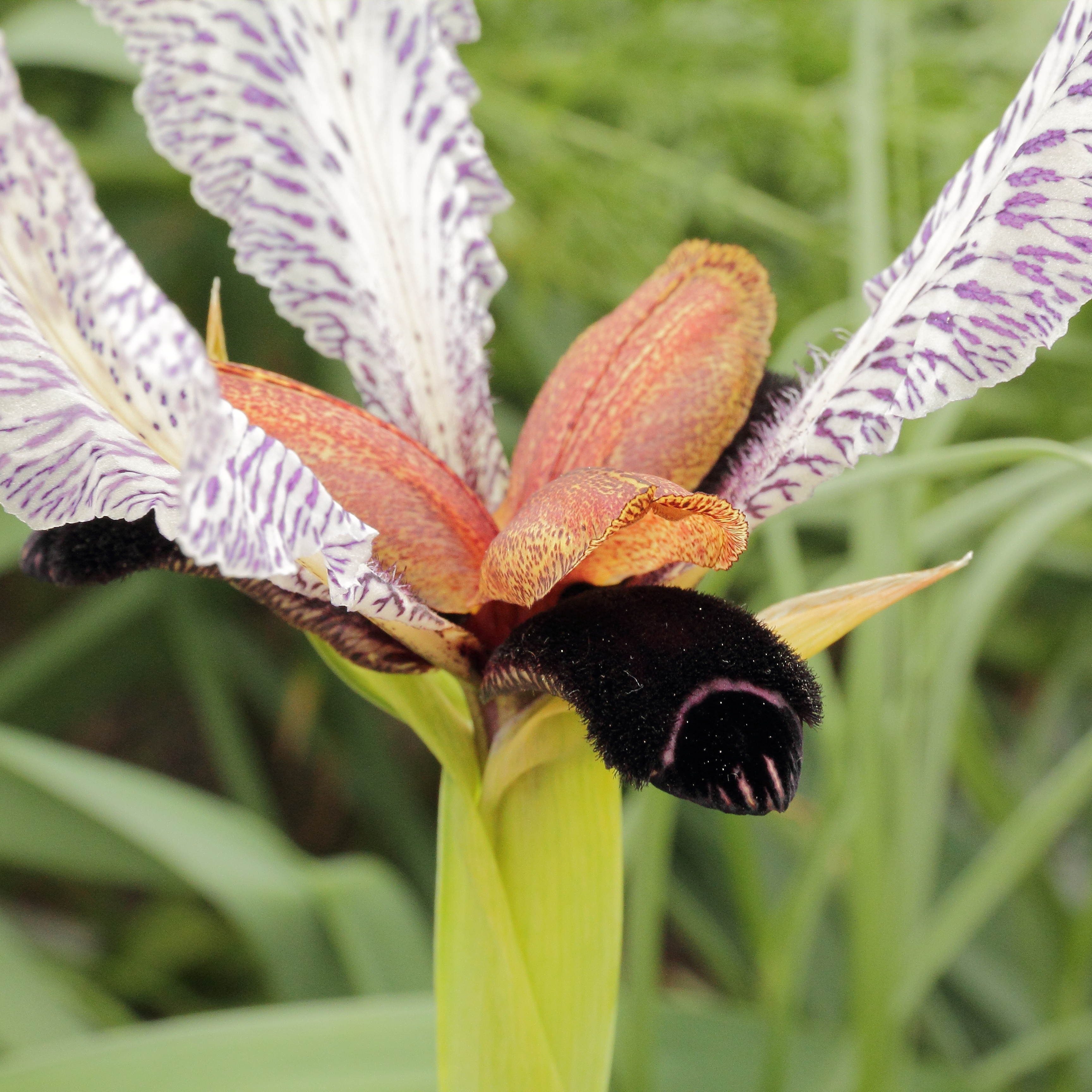
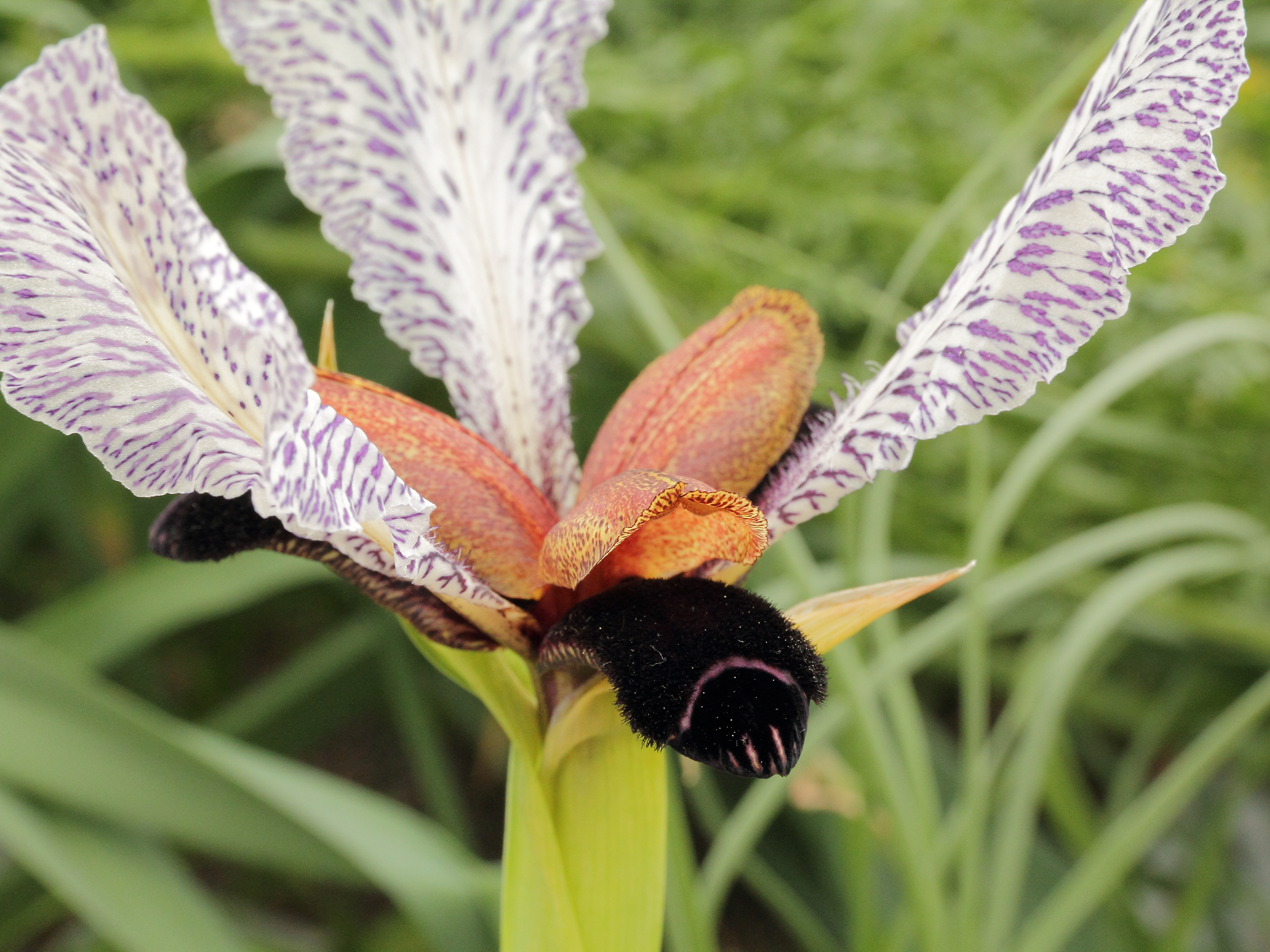
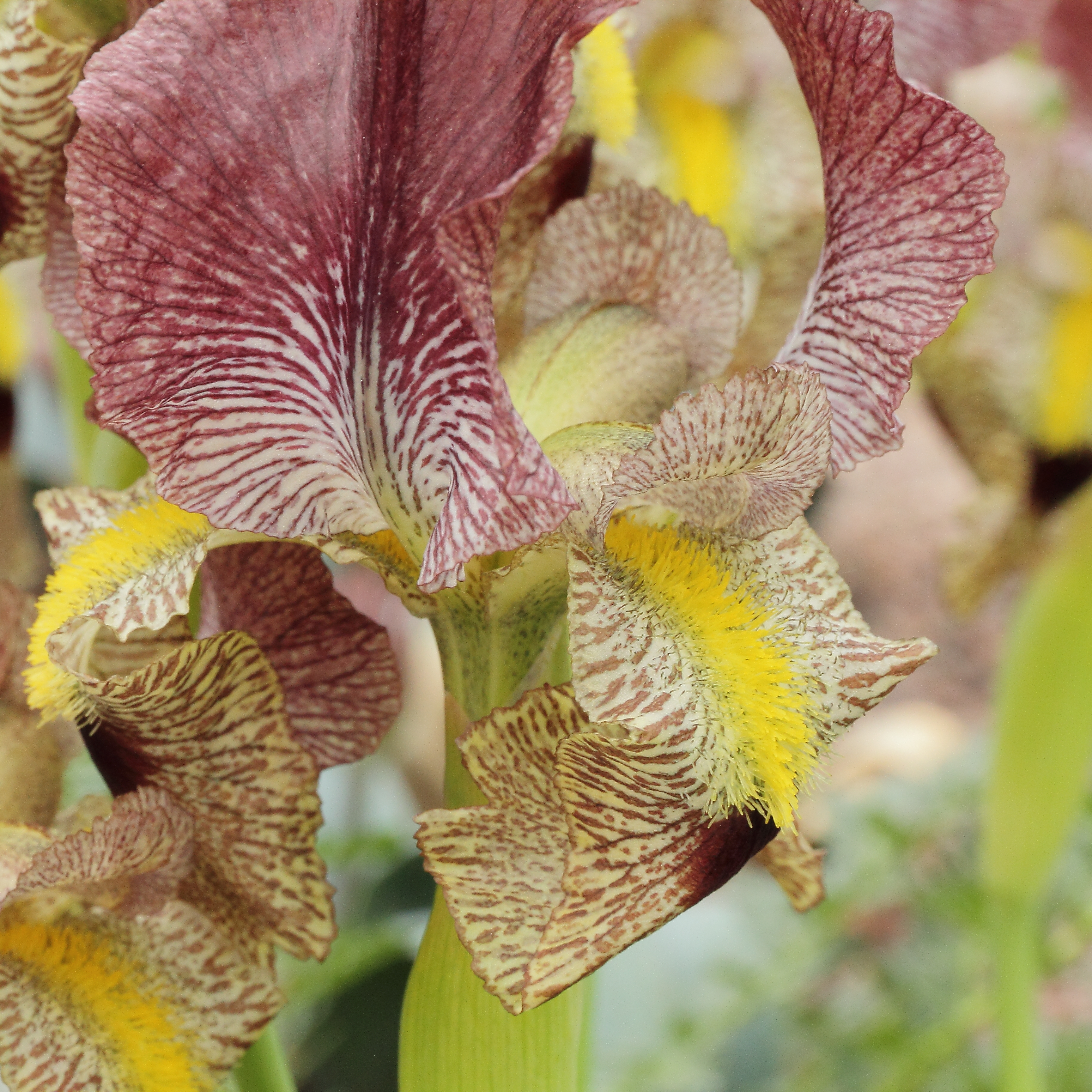